# 라농 공항
라농 공항(태국어: ท่าอากาศยานระนอง, 영어: Ranong Airport, IATA: UNN, ICAO: VTSR)은 태국 라농주 라농의 항공 서비스를 제공하는 공항이다.

## 항공사 및 목적지
| 항공사           | 목적지 |
| ---------------- | ------ |
| 녹에어           | 돈므앙 |
| 타이 에어 아시아 | 돈므앙 |